# Václav Malý
Václav Malý (Praga, 21 settembre 1950) è un vescovo cattolico e attivista ceco, dal 3 dicembre 1996 vescovo ausiliare di Praga.

## Biografia
Nasce a Praga, il 21 settembre 1950.
Dopo l'esame di maturità entra nel seminario diocesano di Litoměřice e viene ordinato sacerdote il 26 giugno 1976 dall'vescovo Jozef Feranec. È nominato cappellano a Vlašim e a Plzeň. Nell'anno 1979 perde l'approvazione dello Stato. Nel maggio 1979 è arrestato e accusato di sovversione. È rilasciato nel dicembre 1979. Dopo essere stato tra i firmatari di Charta 77 ed essere stato portavoce del movimento oltre che del Forum Civico, è parroco di san Gabriele e di sant'Antonio a Holešovice.
Il 1º dicembre 1996 è nominato canonico del capitolo metropolitano di San Vito.
Il 3 dicembre 1996 è nominato da papa Giovanni Paolo II vescovo titolare di Marcelliana ed ausiliare di Praga. Riceve l'ordinazione episcopale il 11 gennaio 1997 dal cardinale Miloslav Vlk.

## Genealogia episcopale
La genealogia episcopale è:
- Cardinale Scipione Rebiba
- Cardinale Giulio Antonio Santori
- Cardinale Girolamo Bernerio, O.P.
- Arcivescovo Galeazzo Sanvitale
- Cardinale Ludovico Ludovisi
- Cardinale Luigi Caetani
- Cardinale Ulderico Carpegna
- Cardinale Paluzzo Paluzzi Altieri degli Albertoni
- Papa Benedetto XIII
- Papa Benedetto XIV
- Papa Clemente XIII
- Cardinale Marcantonio Colonna
- Cardinale Giacinto Sigismondo Gerdil, B.
- Cardinale Giulio Maria della Somaglia
- Cardinale Carlo Odescalchi, S.I.
- Cardinale Costantino Patrizi Naro
- Cardinale Lucido Maria Parocchi
- Papa Pio X
- Papa Benedetto XV
- Papa Pio XII
- Arcivescovo Saverio Ritter
- Cardinale Josef Beran
- Arcivescovo Josef Karel Matocha
- Cardinale František Tomášek
- Vescovo Antonín Liška, C.SS.R.
- Cardinale Miloslav Vlk
- Vescovo Václav Malý